# M.I.D.
M.I.D. — trallpunk-группа из Болльнеса (Швеция). Образована в 1990 году Рольфом Карлсоном (вокал / гитара), Юнасом Юнссоном (бас) и Петером Греном (барабаны / вокал).
13 декабря 2006 года было объявлено, что группа будет играть на рок-фестивале Augustibuller 2007.

## Состав
- Рольф «Roffe» Карлсон — вокал, гитара, бас
- Юнас Юнссон — гитара, вокал
- Петер Грен — барабаны

## Дискография
- 1993 — Aldrig en EG
- 1995 — Från idioternas stad
- 1997 — Sommar
- 2001 — Snart 30…
- 2004 — Vet din pappa…